# Атстирвес
А́тстирвес или А́цтирвес (латыш. Atstirves ezers, Actirves ezers, Aktirves ezers, Astirvas ezers, Atsirves ezers, Atsternas ezers) — зарастающее проточное озеро в верхнем течении реки Огре на территории Лиезерской волости Мадонского края Латвии. Относится к бассейну Даугавы. Входит в состав группы озёр Лиезерес.
Площадь водной поверхности — 20,7 га. Наибольшая глубина — 1,6 м, средняя — 0,8 м.
Озеро Атстирвес располагается в юго-восточной части Видземской возвышенности, на высоте 203,6 м над уровнем моря, в 6 км южнее административного центра волости — села Лиезере.
| Внешние изображения | Внешние изображения         |
| ------------------- | --------------------------- |
|                     | Батиметрическая карта озера |